# Kalinowka (Kaliningrad, Tschernjachowsk)
Kalinowka (russisch Калиновка, deutsch Aulowönen, 1938–1945 Aulenbach (Ostpreußen), litauisch Aulavėnai) ist ein Ort in der russischen Oblast Kaliningrad. Er gehört zur kommunalen Selbstverwaltungseinheit Stadtkreis Tschernjachowsk im Rajon Tschernjachowsk.

## Geographische Lage
Kalinowka liegt an der Fernstraße A 197 (einstige deutsche Reichsstraße 137) zwischen Tschernjachowsk (Insterburg, 21 km) im Süden und Bolschakowo (Groß Skaisgirren, 1938–1946 Kreuzingen, 14 km) im Nordwesten. Innerorts enden zwei Nebenstraßen aus westlicher Richtung von Wyssokoje (Popelken, 1938–1946 Markthausen) bzw. östlicher Richtung von Kaluschskoje (Grünheide). Eine Bahnanbindung besteht nicht. Vor 1945 war der Ort Bahnstation an der Bahnstrecke Insterburg–Groß Skaisgirren der Insterburger Kleinbahnen.

## Geschichte
Im Jahre 1352 übernahm der Bischof von Samland das Gebiet um Georgenburg und Saalau mit dem dazugehörigen Hinterland. 1353 erhielt sein Domkapitel das westliche Drittel zur Nutzung. Lange wurde hier lediglich „Waldwerk“ betrieben. Hier arbeiteten zahlreiche Menschen und erwarben ihren Lebensunterhalt, ohne dass ein festes Dorf bestand. Erst im 16. Jahrhundert begannen Bauern, Wald in Acker umzuwandeln. Vorwiegend kamen Litauer hierher aus Gründen der Reformation und gesicherter Rechtslage, die Herzog Albrecht bot. Allmählich war zwischen Jennen (nicht mehr existent) und Aulowönen ein ziemlich geschlossener Raum gewonnen, so dass man 1610 in Aulowönen eine Kirche gründete. Ende des 17. Jahrhunderts hatte sich das Dorf bereits zum Marktflecken entwickelt.
In den Jahren 1709 und 1710 wurde das gerade erst entstandene Kirchspiel von der Pest besonders schwer heimgesucht. Eine Vielzahl von Menschen starben, das Dorf verödete regelrecht, und die junge litauische Siedlungskraft verlor sich. Der Versuch, neue Siedler zu gewinnen, war 1732 mit der Einwanderung Salzburger Glaubensflüchtlinge mit Erfolg gekrönt. Tatsächlich entwickelte sich Aulowönen zu einem eigenen kleinen Wirtschaftszentrum, wozu auch die von den Salzburgern initiierten Schulen beitrugen.
Bis zum Jahre 1815 gehörten fast alle Güter und Ortschaften des Kirchspiels zum Königsberger Departement Kreis Tapiau. Die Ämter Lappönen und Saalau wurden dann durch Edikt vom 30. April 1815 zum Regierungsbezirk Gumbinnen geschlagen.
Am 11. März 1874 wurde Groß Aulowöhnen Amtsdorf und somit namensgebend für einen neu errichteten Amtsbezirk. Die Einwohnerzahl des Ortes mit Kirche, Gut, Schule und zwei Ziegeleien betrug 341 im Jahre 1910.
Am 1. Dezember 1923 kam es zum Zusammenschluss der Landgemeinde Groß Aulowönen mit der Nachbargemeinde Uszupönen (Uschupönen) zur neuen Landgemeinde Aulowönen (ohne Zusatz). Am 30. September 1928 schließlich wurden der Gutsbezirk Alt Lappönen und teilweise auch der Gutsbezirk Gründann (heute nicht mehr existent, vorher im Amtsbezirk Buchhof) in die Landgemeinde Aulöwnen eingemeindet. Die Einwohnerzahl stieg dadurch bis 1933 auf 1.026 und belief sich 1939 auf 1.049.
In Kriegsfolge kam Aulowönen, das am 3. Juni 1938 im Zuge der nationalsozialistischen Umbenennungsaktion in „Aulenbach (Ostpreußen)“ umbenannt worden war, mit dem nördlichen Ostpreußen 1945 zur Sowjetunion.
Der Ort erhielt im Juni 1947 die russische Bezeichnung Kalinowka, offenbar nach dem russischen Wort kalina, das auf den Strauch Gewöhnlicher Schneeball verweist. Gleichzeitig wurde der Ort Sitz eines Dorfsowjets. Seit Juli 1947 gehörte Kalinowka zum Rajon Bolschakowo und seit dessen Auflösung Ende 1962 zum Rajon Tschernjachowsk. Von 2008 bis 2015 gehörte der Ort der Landgemeinde Kaluschskoje selskoje posselenije an und seither dem Stadtkreis Tschernjachowsk.

### Amtsbezirk Aulowönen (Aulenbach) 1874–1945
Zum Amtsbezirk Aulowönen (ab 1938: Amtsbezirk Aulenbach (Ostpr.)) gehören anfangs elf Ortschaften:
| Name                                 | Änderungsname 1938–1946 | Russischer Name | Bemerkungen                                                             |
| ------------------------------------ | ----------------------- | --------------- | ----------------------------------------------------------------------- |
| Alt Lappönen                         |                         | Datschnoje      | 1928 nach Aulowönen eingegliedert                                       |
| Groß Aulowönen, 1923–1938: Aulowönen | Aulenbach (Ostpr.)      | Kalinowka       |                                                                         |
| Jennen                               |                         | Podlesje        |                                                                         |
| Kallwischken                         | Hengstenberg            | Mostowoje       |                                                                         |
| Kemsen                               |                         |                 | 1928 nach Kallwischken eingegliedert                                    |
| Kiaunischken, Ksp. Aulowönen         | Stierhof                |                 |                                                                         |
| Klein Aulowönen                      |                         |                 | 1928 nach Kallwischken eingegliedert                                    |
| Klein Popelken                       |                         |                 | 1929 nach Budwethen, Ksp. Aulowönen im Amtsbezirk Buchhof eingegliedert |
| Naggen, ab 1929: Lindenhausen        |                         |                 |                                                                         |
| Rauben                               |                         |                 | 1929 nach Eichhorn (Ostpr.) eingegliedert                               |
| Uszupönen/Uschupönen                 |                         |                 | 1923 nach Aulowönen eingegliedert                                       |
| vor 1908: Gaiden                     |                         | Stepnoje        | vorher: Amtsbezirk Groß Franzdorf                                       |
| ab 1931: Budwethen, Ksp. Aulowönen   | Streudorf (Ostpr.)      |                 | vorher: Amtsbezirk Buchhof                                              |

Am 1. Januar 1945 bildeten aufgrund der Strukturveränderungen nur noch sechs Gemeinden den Amtsbezirk Aulenbach: Aulenbach, Gaiden, Hengstenberg, Jennen, Lindenhausen und Streudorf.

### Kalinowski selski Sowet 1947–2008
Der Dorfsowjet Kalinowski selski Sowet (ru. Калиновский сельский Совет) wurde im Juni 1947 zunächst im Rajon Tschernjachowsk eingerichtet. Im Juli 1947 gelangte der Dorfsowjet in den neu geschaffenen Rajon Bolschakowo. Nach der Auflösung des Rajons Bolschakowo Ende 1962 wurde der Dorfsowjet offenbar (erst) 1969 wieder im Rajon Tschernjachowsk eingerichtet. Nach dem Zerfall der Sowjetunion bestand die Verwaltungseinheit als Dorfbezirk Kalinowski selski okrug (ru. Калиновский сельский округ). Im Jahr 2008 wurden die verbliebenen Orte des Dorfbezirks in die neu gebildete Landgemeinde Kaluschskoje selskoje posselenije eingegliedert.
| Ortsname                 | Name bis 1947/50                                       | Bemerkungen |
| ------------------------ | ------------------------------------------------------ | --- |
| Buchowo (Бухово)         | Buchhof, bis 1918: Juckeln                             | Der Ort wurde vor 1975 umbenannt. |
| Datschnoje (Дачное)      | Alt Lappönen                                           | Der Ort wurde 1947 umbenannt. |
| Jablotschnoje (Яблочное) | Neu Eichhorn, 1938–1945: zu „Eichhorn (Ostpr.)“        | Der Ort wurde 1947 umbenannt. |
| Kalinowka (Калиновка)    | (Groß) Aulowönen, 1938–1945: „Aulenbach (Ostpr.)“      | Verwaltungssitz |
| Lipowka (Липовка)        | Guttawutschen, 1938–1945: zu „Schackenau“              | Der Ort wurde 1947 umbenannt und gehörte zunächst zum Dorfsowjet Kaluschski.                                                                 |
| Mostowje (Мостовое)      | Kallwischken, 1938–1945: „Hengstenberg“                | Der Ort wurde 1950 umbenannt und gehörte zwischenzeitlich zum Dorfsowjet Wyssokowski.                                                        |
| Osjornoje (Озёрное)      | Neu Lappönen                                           | Der Ort wurde 1947 umbenannt. |
| Podlesnoje (Подлесное)   | Jennen                                                 | Der Ort wurde 1947 umbenannt und vermutlich vor 1988 an den Ort Kalinowka angeschlossen.                                                     |
| Stassowo (Стасово)       | Klein Warkau und Mittel Warkau                         | Der Ort wurde 1950 umbenannt und gehörte zunächst zum Dorfsowjet Kaluschski. Er wurde vermutlich vor 1988 an den Ort Stepnoje angeschlossen. |
| Stepnoje (Степное)       | Gaiden                                                 | Der Ort wurde 1950 umbenannt. |
| Udarnoje (Ударное)       | Ackmenischken, Ksp. Aulowönen, 1938–1945: „Steinacker“ | Der Ort wurde 1947 umbenannt. |

Von 1997 bis 2008 gehörten auch die beiden Orte Krugloje (Roßthal) und Perelesnoje (Pagelienen), die vorher zum Majowski selski okrug gehört hatten, zum Kalinowski selski okrug.
Die vier im Jahr 1947 umbenannten Orte Krasnoje (Lindicken), Lugowoje (Schuppinnen), Nowaja Derewnja (Ernstwalde) und Wesnowo (Wasserlauken/Wasserlacken), die zunächst ebenfalls dem Kalinowski selski Sowet zugeordnet worden waren, kamen dann (vor 1975) aber zum Wyssokowski selski Sowet.
Der im Jahr 1947 umbenannte Ort Dubrowka (Spannegeln), der zunächst ebenfalls dem Kalinowski selski Sowet zugeordnet worden war, kam dann (vor 1975) aber zum Bolschakowski selski Sowet.

## Kirche
Siehe dazu den Hauptartikel: Kirche Aulowönen

### Kirchengebäude
Eine Kirche wurde in Aulowönen im Jahre 1610 gegründet. Das erste Gotteshaus brannte jedoch 1709 ab, und ein hölzerner Notbau hielt nur bis 1727. Zwischen 1728 und 1730 entstand dann eine Feldsteinkirche mit (späterem) Holzturm. Zur Innenausstattung gehörte ein Bibelbuch aus dem Jahre 1565 mit verbleiten Zinndeckeln sowie zwei sehr große Messing-Altarleuchter von 1640. Die Kirche wurde nach 1945 abgerissen.

### Kirchengemeinde
Mit der Gründung der evangelischen Kirche erfolgte 1610 auch die Errichtung eines Kirchspiels mit eigener Pfarrstelle. Es gehörte bis 1945 mit 4.726 Gemeindegliedern in 44 Orten und Ortschaften zum Kirchenkreis Insterburg in der Kirchenprovinz Ostpreußen der Kirche der Altpreußischen Union. Heute liegt Kalinowka im Einzugsgebiet der in den 1990er Jahren neu entstandenen evangelisch-lutherischen Gemeinde in Bolschakowo (Groß Skaisgirren, 1938–1946 Kreuzingen). Sie ist der Propstei Kaliningrad der Evangelisch-lutherischen Kirche Europäisches Russland  zugehörig.